# Полідамант
Полідама́нт (грец. Polydamas, род. відм. Polydamantos) — друг Гектора, герой Троянської війни. В «Іліаді» виступає проти намагання Гектора одноосібно командувати троянцями.